# Methods of Mayhem (альбом)
Methods of Mayhem — дебютный студийный альбом американской рок-группы Methods of Mayhem, выпущенный в 1999 году. Это был первый альбом Томми Ли с тех пор, как он покинул Mötley Crüe в начале года. Альбом был сертифицирован RIAA как «золотой» и получил в целом положительные отзывы критиков.

## Предыстория
Бывший барабанщик Mötley Crüe Томми Ли создал новый музыкальный проект Methods of Mayhem, ставший результатом его сотрудничества с рэпером ТиЛо. Ли собрал вместе многочисленных звёзд из мира рока и хип-хопа.
Среди дополнительного персонала: Джордж Клинтон, Кид Рок, Лил Ким, The Crystal Method, Снуп Догг, Фред Дёрст и Mix Master Mike.
Это расширенный компакт-диск, который содержит обычные звуковые дорожки и мультимедийные компьютерные файлы. В буклете альбома «иллюстрации» представлены работой Дерека Хесса.
«Get Naked» и «New Skin» были выпущены в качестве синглов для альбома.
В туре для поддержки альбома на барабанах играл Стивен Перкинс (Jane's Addiction).
«Crash» можно услышать в видеоиграх Gran Turismo 3: A-Spec и Crazy Taxi 2 (обе были отредактированы в целях цензуры), наряду с риффом к «Who The Hell Cares», а также в театральном трейлере фильма «Гонщик».
«Hypocritical» можно услышать в видеоигре Dave Mirra Freestyle BMX 2.

## Отзывы критиков
- Entertainment Weekly (1/7/2000, стр. 68) — «Большая часть этого рэп-метала на удивление хороша, а привлечения таких гостей как Лил Ким, Фреда Дёрста и Кид Рока не испортят её». — Рейтинг: (B-)[3]
- Q (4/2000, стр. 96) — 3 звезды из 5 — «…большой, грохочущий, матерный, современный шум-гам. Ли совершенно серьёзен; у него на заднице вытатуировано название группы…»
- Alternative Press (3/2000, стр. 86) — 4 из 5 — «…вооружённые до зубов дополнительными гостями, прыгающие между техно с элементами метала и хард-роком, ориентированным на выход на радиоэфир. Это неплохо, и некоторые из этих мелодий „действительно хороши“…»
- CMJ[англ.] (27.12.1999, стр. 5) — «…медный, ритмически плотный рэп-рок… больше благодаря поп-индастриалу и продюсированию Bomb Squad, чем Фреду Дёрсту… один из самых грубых, самых искренних рэп-рок альбомов 1999 года…»
- Vibe (2/2000, стр. 160) — «…сочетает в себе тяжёлые гитарные риффы с дерзкой игрой слов Beastie Boys. Как упражнение в фанковом ударе головой, MAYHEM не так уж и плохи… продюсеру Скотту Хамфри удаётся смешать ограниченную палитру [Томми] Ли ровно настолько, чтобы вы были настроены…»
- NME (14.02.2000, стр. 41) — 6 из 10 — «…содержит более чем достаточно таинственного обалденного фактора… успешно [смешивая] хип-хоп-биты с некоторыми чрезвычайно тяжёлыми гитарными риффами…»

## Список композиций
| №                   | Название                                                                                  | Длительность |
| ------------------- | ----------------------------------------------------------------------------------------- | ------------ |
| 1.                  | «Who the Hell Cares» (совместно со Снуп Доггом)                                           | 3:31         |
| 2.                  | «Hypocritical»                                                                            | 3:55         |
| 3.                  | «Anger Management»                                                                        | 3:13         |
| 4.                  | «Get Naked» (совместно с Фредом Дёрстом, Лил Кимом, Mix Master Mike и Джорджем Клинтоном) | 3:21         |
| 5.                  | «New Skin» (совместно с Кидом Роком – сингл-версия отредактирована Кидом Роком и ТиЛо)    | 4:34         |
| 6.                  | «Proposition Fuck You» (совместно с F.I.L.T.H.E.E. Immigrants)                            | 3:13         |
| 7.                  | «Crash»                                                                                   | 3:21         |
| 8.                  | «Metamorphosis»                                                                           | 4:07         |
| 9.                  | «Narcotic» (совместно с The Crystal Method)                                               | 3:19         |
| 10.                 | «Mr. Onsomeothershits» (совместно с U-God)                                                | 0:38         |
| 11.                 | «Spun» (совместно с The Crystal Method)                                                   | 2:30         |
| Общая длительность: | Общая длительность:                                                                       | 36:13        |

## Участники записи
- Томми Ли — вокал, гитара, ударные, перкуссия
- ТиЛо — вокал
- Кай Маркус — гитара
- Фил Икс — гитара
- Дэнни Лонер — гитара
- Кен Эндрюс — гитара
- Скотт Фафф — гитара
- Рэнди Джексон — бас-гитара
- Крис Чейни — бас-гитара
- Одри Уичман — бас-гитара

Приглашённые исполнители
- Снуп Догг — вокал на «Who the Hell Cares»
- Кид Рок — вокал на «New Skin»
- Фред Дёрст — вокал на «Get Naked»
- Лил Ким — вокал на «Get Naked»
- Джордж Клинтон — вокал на «Get Naked»
- Mix Master Mike[англ.] — тёрнтейблизм на «Get Naked»
- U-God — вокал на «Mr. Onsomeothershits»
- Скотт Киркланд — клавишные на «Narcotic» и «Spun»
- F.I.L.T.H.E.E. Immigrants — вокал на «Proposition Fuck You»

## Позиции в чартах
| Год  | Чарт              | Позиция |
| ---- | ----------------- | ------- |
| 1999 | Billboard 200     | 71      |
| 1999 | Ö3 Austria Top 40 | 94      |
| 1999 | GFK Charts        | 93      |